# Ferrari F2007
A Ferrari F2007 egy Formula–1-es versenyautó, mellyel a Scuderia Ferrari versenyzett a 2007-es Formula–1 világbajnokságon. Ez volt az istálló 51. autója. Az autóval Kimi Räikkönen világbajnok lett, emellett a csapat is elhódította a konstruktőri vb-címet, 2004 óta először. Felipe Massa az összetett negyedik helyén végzett.
Az autót először Kimi Räikkönen jóvoltából láthatták a nézők a Ferrari hivatalos tesztpályáján, Fioranóban.

## Karosszéria
Az autó teljesen eltér a 2006-os Ferrari 248 F1-től. Szélesebb lett 85 milliméterrel, valamint hosszabb is, tökéletesítendő az autó aerodinamikai tulajdonságait. A bemutatója idején még az előd első és hátsó szárnyaival szerelték, azért, hogy a riválisok ne tudják ellesni a trükkjeiket. A váltó továbbra is longitudinálisan rögzített, gyors váltásokra képes rendszerrel. A felfüggesztés terén újítás, hogy azt közvetlenül a karosszériához rögzítették - a korábbi megoldást valószínűleg a korábbi tervező, Rory Byrne távozása miatt hagyták el.
Érdekesség, hogy a 2007-es idényben a Ferrari volt az egyetlen csapat, amelyet hivatalosan is dohánygyártó szponzorált. A szponzor továbbra is a Philip Morris International volt, a Marlboro márkával. Mivel a dohányreklámot ettől az évtől kezdődően gyakorlatilag teljesen betiltották, egyedül Bahreinben, Monacóban, és Kínában használhatták azt, helyette egy asszociációkat keltő "vonalkódos" mintát használtak. Színvilágában jelentősen vörösebb volt, mint a korábbi autók - az idény elején Marlboro-vörös, Monacótól pedig versenyvörös (Rosso Corsa) lett. Massa és Raikkönen az 5-ös és a 6-os rajtszámmal versenyeztek, ennek az volt az oka, hogy bár 2006-ban konstruktőri másodikok lettek, a világbajnok Fernando Alonso a McLarenhez igazolt, így a csapat kapta az 1-es rajtszámot, korábbi csapata, a Renault pedig a 3-ast és a 4-est.

## Az évad
Raikkönen a szezonnyitó ausztrál versenyen pole pozíciót ért el, megfutotta a verseny leggyorsabb körét, és meg is nyerte élete első ferraris versenyét. Erre utoljára Nigel Mansell volt képes 1989-ben. Malajziában és Bahreinben dobogós helyezést ért el, Spanyolországban viszont elektromos hiba miatt kiesett. Monacóban megsérült az autója, de így is feljött a nyolcadik helyre. Eközben Massa számára nehezen indult az év: váltóproblémák, majd a maláj nagydíjon pole pozícióból ötödik helyre visszaesés. Bahreinben és Spanyolországban viszont nyert, Monacóban harmadik lett. Kanadában aztán diszkvalifikálták, mert a piros lámpa ellenére hajtott ki a boxutcából.
Raikkönen nyerte a francia és a brit nagydíjakat, Törökországban pedig Massa győzedelmeskedett. Belgiumban és Kínában is tudott nyerni, ez utóbbi volt a Ferrari 200. győzelme. Raikkönen folyamatos pontszerzései lehetővé tették, hogy a bajnokságot vezető Alonso és Hamilton mögött ott állt harmadikként, mindössze 3 pont lemaradással. Az eseménydús brazil nagydíjat aztán végül sikerült megnyernie, és ezzel egyetlen ponttal ugyan, de világbajnok lett. A bajnoki cím azonban nem volt biztos, mert a McLaren óvással élt, állításuk szerint Nico Rosberg, Robert Kubica, és Nick Heidfeld autójában szabálytalanul tankolt üzemanyag volt. Ezzel Hamilton hetedikről a negyedik helyre jöhetett volna fel, és több pontot szerzett volna, de az FIA elutasította az óvásukat. Massa idénye hullámzóbb volt, de a világbajnoki negyedik helyet sikerült elcsípnie. Kettejük teljesítménye elég volt a konstruktőri elsőség elérésére is, bár ehhez szükség volt előbb a McLaren szankcionálására, majd diszkvalifikálására is.

## Teljes Formula–1-es eredménylistája
(Táblázat értelmezése)

(Félkövér: pole-pozícióból indult; dőlt: leggyorsabb kört futott) 

| Év   | Csapat  | Motor      | Gumi | Versenyzők     | 1   | 2   | 3   | 4   | 5   | 6   | 7   | 8   | 9   | 10  | 11  | 12  | 13  | 14  | 15  | 16  | 17  | Pont | Helyezés |
| ---- | ------- | ---------- | ---- | -------------- | --- | --- | --- | --- | --- | --- | --- | --- | --- | --- | --- | --- | --- | --- | --- | --- | --- | ---- | -------- |
| 2007 | Ferrari | Ferrari V8 | B    |                | AUS | MAL | BHR | ESP | MON | CAN | USA | FRA | GBR | EUR | HUN | TUR | ITA | BEL | JPN | CHN | BRA | 204  | 1.       |
| 2007 | Ferrari | Ferrari V8 | B    | Felipe Massa   | 6   | 5   | 1   | 1   | 3   | Kiz | 3   | 2   | 5   | 2   | 13  | 1   | Ki  | 2   | 6   | 3   | 2   | 204  | 1.       |
| 2007 | Ferrari | Ferrari V8 | B    | Kimi Räikkönen | 1   | 3   | 3   | Ki  | 8   | 5   | 4   | 1   | 1   | Ki  | 2   | 2   | 3   | 1   | 3   | 1   | 1   | 204  | 1.       |

## Érdekességek
A Ferrari F2007 megtalálható a Gran Turismo 5, a Gran Turismo PSP, valamint az F1 2017 játékokban.

## Külső hivatkozások
- Az F2007-es weboldala
- Titkok az F2007-esről